# Wes Brown
Wesley Michael Brown – meglio noto come Wes – (Manchester, 13 ottobre 1979) è un ex calciatore inglese, di ruolo difensore.

## Biografia
Ha due fratelli, Reece e Clive, anch'essi calciatori. Il primo è anch'esso un calciatore professionista, mentre il secondo si è espresso solo a livello amatoriale.

## Caratteristiche tecniche
Possente difensore centrale, in grado di agire lungo la fascia destra. Tra le sue doti spiccano - oltre allo stacco aereo - forza fisica e una notevole capacità nel leggere il gioco avversario.
Ai tempi in cui giocava da terzino era noto per agilità e precisione nei cross.
La sua carriera è stata spesso costellata da numerosi infortuni.

## Carriera

### Club

#### Manchester United
Entra nel settore giovanile del Manchester United all'età di 12 anni. Esordisce in Premier League il 4 maggio 1998 contro il Leeds, subentrando al 60' al posto di Teddy Sheringham. Il 21 ottobre 1998 esordisce da titolare in Champions League in Brøndby-United (2-6).
Alla luce delle ottime prestazioni fornite, la società gli fa sottoscrivere un rinnovo quinquennale con relativo adeguamento economico, passando dalle 600 sterline a settimana - fino ad allora percepite - a 8000. Dopo aver vinto il titolo e la FA Cup, il 26 maggio 1999 il calciatore solleva - pur non scendendo in campo - la Champions League, grazie al successo ottenuto dai compagni contro il Bayern Monaco, conquistando il triplete con i Red Devils.
Poco prima dell'inizio della stagione - che lo avrebbe visto titolare in difesa affiancato da Jaap Stam - subisce un grave infortunio ai legamenti, che lo costringe a saltare tutta l'annata. Una volta ripresosi, lasciatosi alle spalle i numerosi infortuni e tornato in condizione, torna ad esprimersi ad alti livelli.
In seguito alla cessione di Stam, gli viene affiancato in difesa Laurent Blanc. Il calciatore - che peccava di mancanza di concentrazione nell'arco dei 90' di gara - grazie al francese riuscirà a migliorare sensibilmente in fase di non possesso.
L'11 maggio 2003 si infortuna gravemente all'ultima giornata di campionato contro l'Everton, riportando la rottura del legamento crociato anteriore del ginocchio sinistro.
Complice l'infortunio di Gary Neville, nel 2007 si impone come prima scelta lungo la corsia destra. Il 18 aprile 2008 rinnova il proprio contratto fino al 30 giugno 2013. Il 21 maggio 2008 scende in campo da titolare contro il Chelsea nella finale - vinta dai Red Devils - di Champions League, servendo l'assist per il provvisorio vantaggio di Cristiano Ronaldo.
A causa di persistenti problemi fisici perde il posto da titolare, venendo relegato in panchina.

#### Sunderland e Blackburn

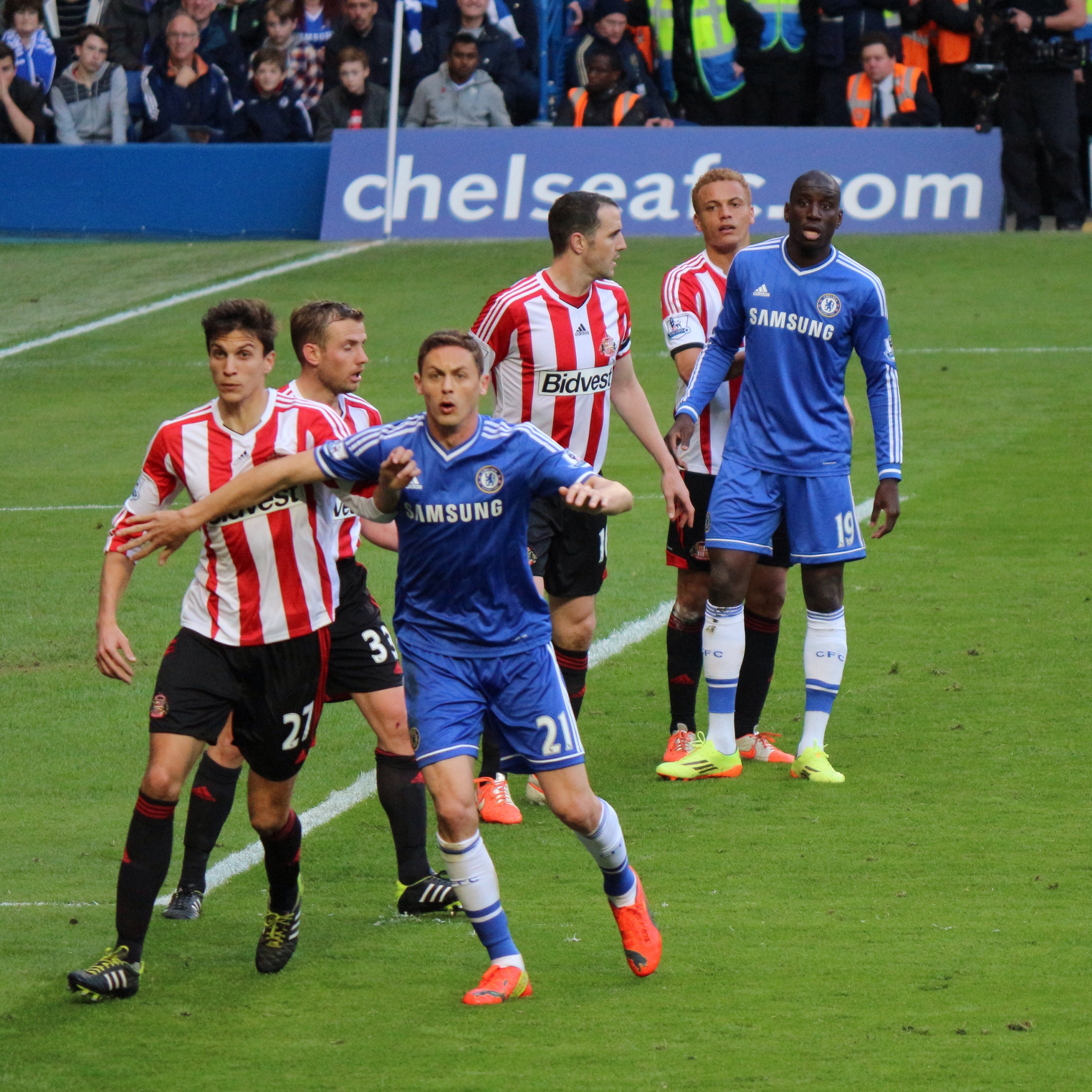
Brown mentre marca Demba Ba nella sfida contro il Chelsea.

Superato nelle gerarchie come alternativa lungo la fascia a favore di Fábio e Rafael, con l'arrivo in difesa di Phil Jones - in un reparto arretrato che già poteva contare su Ferdinand, Vidić e Smalling - il calciatore decide di lasciare i Red Devils dopo 19 anni, accordandosi con il Sunderland per quattro stagioni il 7 luglio 2011.
Il 29 gennaio 2012 subisce un grave infortunio al ginocchio contro il Middlesbrough in FA Cup, terminando la stagione con largo anticipo. Ristabilitosi dall'infortunio, durante il ritiro estivo si infortuna ai legamenti nel corso di un'amichevole, passando - a causa di una ricaduta in allenamento - l'intera stagione in infermeria.
Il 2 novembre 2013 torna in campo a distanza di 21 mesi, subentrando nell'intervallo al posto di Borini nella trasferta persa 1-0 contro l'Hull City. Il 12 giugno 2015 si accorda con la società per un rinnovo annuale del contratto in scadenza. Una condizione fisica approssimativa, dovuta ai continui problemi fisici, lo relegano in panchina, facendogli concludere l'annata con solo sei presenze (venne schierato da Sam Allardyce in modo da poter sopperire all'assenza di Kaboul per infortunio).
Il 21 settembre 2016 si accorda per una stagione con il Blackburn, in Championship. Oltre al ruolo di giocatore, svolgerà anche la funzione di collaboratore tecnico della squadra riserve.

#### Kerala Blasters
Il 15 agosto 2017 viene tesserato con un contratto annuale dal Kerala Blasters.

### Nazionale
Esordisce in nazionale il 28 aprile 1999 in Ungheria-Inghilterra (1-1), disputando l'incontro da titolare. Verrà poi sostituito al 63' da Michael Gray. In precedenza aveva disputato vari incontri con le selezioni giovanili.
Viene poi selezionato dal CT Sven-Göran Eriksson tra i convocati che parteciperanno ai Mondiali 2002. Trascorre il torneo assistendo i propri compagni dalla panchina, senza essere impiegato.
Con l'avvento di Fabio Capello sulla panchina dei Tre Leoni torna ad essere impiegato con continuità. Il 20 agosto 2008 mette a segno la sua prima rete in nazionale nell'amichevole disputata contro la Repubblica Ceca (2-2 il finale). L'8 agosto 2010 annuncia il proprio ritiro dalla nazionale.

## Statistiche

### Presenze e reti nei club
Statistiche aggiornate al 6 aprile 2018.
| Stagione                 | Squadra                  | Campionato               | Campionato | Campionato | Coppe nazionali | Coppe nazionali | Coppe nazionali | Coppe continentali | Coppe continentali | Coppe continentali | Altre coppe | Altre coppe | Altre coppe | Totale | Totale |
| Stagione                 | Squadra                  | Comp                     | Pres       | Reti       | Comp            | Pres            | Reti            | Comp               | Pres               | Reti               | Comp        | Pres        | Reti        | Pres   | Reti   |
| ------------------------ | ------------------------ | ------------------------ | ---------- | ---------- | --------------- | --------------- | --------------- | ------------------ | ------------------ | ------------------ | ----------- | ----------- | ----------- | ------ | ------ |
| 1997-1998                | Manchester United        | PL                       | 2          | 0          | FACup+CdL       | 0               | 0               | UCL                | 0                  | 0                  | CS          | 0           | 0           | 2      | 0      |
| 1998-1999                | Manchester United        | PL                       | 14         | 0          | FACup+CdL       | 2+1             | 0               | UCL                | 4                  | 0                  | CS          | 0           | 0           | 21     | 0      |
| 1999-2000                | Manchester United        | PL                       | 0          | 0          | FACup+CdL       | 0               | 0               | UCL                | 0                  | 0                  | CS+SU+CInt  | 0           | 0           | 0      | 0      |
| 2000-2001                | Manchester United        | PL                       | 28         | 0          | FACup+CdL       | 1+1             | 0               | UCL                | 11                 | 0                  | CS          | 0           | 0           | 41     | 0      |
| 2001-2002                | Manchester United        | PL                       | 17         | 0          | FACup+CdL       | 0               | 0               | UCL                | 7                  | 0                  | CS          | 0           | 0           | 24     | 0      |
| 2002-2003                | Manchester United        | PL                       | 22         | 0          | FACup+CdL       | 2+5             | 0               | UCL                | 6                  | 1                  | -           | -           | -           | 35     | 1      |
| 2003-2004                | Manchester United        | PL                       | 17         | 0          | FACup+CdL       | 6+0             | 0               | UCL                | 2                  | 0                  | CS          | 0           | 0           | 25     | 0      |
| 2004-2005                | Manchester United        | PL                       | 21         | 1          | FACup+CdL       | 6+3             | 0               | UCL                | 7                  | 0                  | CS          | 0           | 0           | 37     | 1      |
| 2005-2006                | Manchester United        | PL                       | 19         | 0          | FACup+CdL       | 4+5             | 0               | UCL                | 3                  | 0                  | -           | -           | -           | 31     | 0      |
| 2006-2007                | Manchester United        | PL                       | 22         | 0          | FACup+CdL       | 6+2             | 0               | UCL                | 7                  | 0                  | -           | -           | -           | 37     | 0      |
| 2007-2008                | Manchester United        | PL                       | 36         | 1          | FACup+CdL       | 4+1             | 0               | UCL                | 10                 | 0                  | CS          | 1           | 0           | 52     | 1      |
| 2008-2009                | Manchester United        | PL                       | 8          | 1          | FACup+CdL       | 0+1             | 0               | UCL                | 2                  | 0                  | CS+SU+CmC   | 1+1+0       | 0           | 13     | 1      |
| 2009-2010                | Manchester United        | PL                       | 19         | 0          | FACup+CdL       | 1+5             | 0               | UCL                | 4                  | 0                  | CS          | 0           | 0           | 29     | 0      |
| 2010-2011                | Manchester United        | PL                       | 7          | 0          | FACup+CdL       | 3+3             | 1+0             | UCL                | 2                  | 0                  | CS          | 0           | 0           | 15     | 1      |
| Totale Manchester United | Totale Manchester United | Totale Manchester United | 232        | 3          |                 | 62              | 1               |                    | 65                 | 1                  |             | 3           | 0           | 362    | 5      |
| 2011-2012                | Sunderland               | PL                       | 20         | 1          | FACup+CdL       | 1+1             | 0               | -                  | -                  | -                  | -           | -           | -           | 22     | 1      |
| 2012-2013                | Sunderland               | PL                       | 0          | 0          | FACup+CdL       | 0               | 0               | -                  | -                  | -                  | -           | -           | -           | 0      | 0      |
| 2013-2014                | Sunderland               | PL                       | 25         | 0          | FACup+CdL       | 1+5             | 0               | -                  | -                  | -                  | -           | -           | -           | 31     | 0      |
| 2014-2015                | Sunderland               | PL                       | 25         | 0          | FACup+CdL       | 2+1             | 0               | -                  | -                  | -                  | -           | -           | -           | 28     | 0      |
| 2015-2016                | Sunderland               | PL                       | 6          | 0          | FACup+CdL       | 0               | 0               | -                  | -                  | -                  | -           | -           | -           | 6      | 0      |
| Totale Sunderland        | Totale Sunderland        | Totale Sunderland        | 76         | 1          |                 | 11              | 0               |                    | -                  | -                  |             | -           | -           | 87     | 1      |
| 2016-2017                | Blackburn                | FLC                      | 5          | 1          | FACup+CdL       | 1+0             | 0               | -                  | -                  | -                  | -           | -           | -           | 6      | 1      |
| 2017-2018                | Kerala Blasters          | ISL                      | 14         | 1          | -               | -               | -               | -                  | -                  | -                  | SC          | 1           | 0           | 15     | 1      |
| Totale carriera          | Totale carriera          | Totale carriera          | 327        | 6          |                 | 74              | 1               |                    | 65                 | 1                  |             | 4           | 0           | 470    | 8      |

### Cronologia presenze e reti in nazionale
| Cronologia completa delle presenze e delle reti in nazionale ― Inghilterra | Cronologia completa delle presenze e delle reti in nazionale ― Inghilterra | Cronologia completa delle presenze e delle reti in nazionale ― Inghilterra | Cronologia completa delle presenze e delle reti in nazionale ― Inghilterra | Cronologia completa delle presenze e delle reti in nazionale ― Inghilterra | Cronologia completa delle presenze e delle reti in nazionale ― Inghilterra | Cronologia completa delle presenze e delle reti in nazionale ― Inghilterra | Cronologia completa delle presenze e delle reti in nazionale ― Inghilterra |
| Data                                                                       | Città                                                                      | In casa                                                                    | Risultato                                                                  | Ospiti                                                                     | Competizione                                                               | Reti                                                                       | Note                                                                       |
| -------------------------------------------------------------------------- | -------------------------------------------------------------------------- | -------------------------------------------------------------------------- | -------------------------------------------------------------------------- | -------------------------------------------------------------------------- | -------------------------------------------------------------------------- | -------------------------------------------------------------------------- | -------------------------------------------------------------------------- |
| 28-4-1999                                                                  | Budapest                                                                   | Ungheria                                                                   | 1 – 1                                                                      | Inghilterra                                                                | Amichevole                                                                 | -                                                                          | 63’                                                                        |
| 11-10-2000                                                                 | Helsinki                                                                   | Finlandia                                                                  | 0 – 0                                                                      | Inghilterra                                                                | Qual. Mondiali 2002                                                        | -                                                                          | 69’                                                                        |
| 28-3-2001                                                                  | Tirana                                                                     | Albania                                                                    | 1 – 3                                                                      | Inghilterra                                                                | Qual. Mondiali 2002                                                        | -                                                                          | 29’                                                                        |
| 15-8-2001                                                                  | Londra                                                                     | Inghilterra                                                                | 0 – 2                                                                      | Paesi Bassi                                                                | Amichevole                                                                 | -                                                                          | 46’                                                                        |
| 21-5-2002                                                                  | Seogwipo                                                                   | Inghilterra                                                                | 1 – 1                                                                      | Corea del Sud                                                              | Amichevole                                                                 | -                                                                          | 68’                                                                        |
| 25-5-2002                                                                  | Kobe                                                                       | Camerun                                                                    | 2 – 2                                                                      | Inghilterra                                                                | Amichevole                                                                 | -                                                                          |                                                                            |
| 12-2-2003                                                                  | Londra                                                                     | Inghilterra                                                                | 1 – 3                                                                      | Australia                                                                  | Amichevole                                                                 | -                                                                          | 46’                                                                        |
| 9-2-2005                                                                   | Birmingham                                                                 | Inghilterra                                                                | 0 – 0                                                                      | Paesi Bassi                                                                | Amichevole                                                                 | -                                                                          |                                                                            |
| 28-5-2005                                                                  | Chicago                                                                    | Stati Uniti                                                                | 1 – 2                                                                      | Inghilterra                                                                | Amichevole                                                                 | -                                                                          |                                                                            |
| 2-9-2006                                                                   | Manchester                                                                 | Inghilterra                                                                | 5 – 0                                                                      | Andorra                                                                    | Qual. Euro 2008                                                            | -                                                                          | 45’                                                                        |
| 1-6-2007                                                                   | Londra                                                                     | Inghilterra                                                                | 1 – 1                                                                      | Brasile                                                                    | Amichevole                                                                 | -                                                                          | 72’                                                                        |
| 6-6-2007                                                                   | Tallinn                                                                    | Estonia                                                                    | 0 – 3                                                                      | Inghilterra                                                                | Qual. Euro 2008                                                            | -                                                                          |                                                                            |
| 22-8-2007                                                                  | Londra                                                                     | Inghilterra                                                                | 1 – 2                                                                      | Germania                                                                   | Amichevole                                                                 | -                                                                          | 46’                                                                        |
| 16-11-2007                                                                 | Vienna                                                                     | Austria                                                                    | 0 – 1                                                                      | Inghilterra                                                                | Amichevole                                                                 | -                                                                          | 46’                                                                        |
| 6-2-2008                                                                   | Londra                                                                     | Inghilterra                                                                | 2 – 1                                                                      | Svizzera                                                                   | Amichevole                                                                 | -                                                                          |                                                                            |
| 26-3-2008                                                                  | Saint-Denis                                                                | Francia                                                                    | 1 – 0                                                                      | Inghilterra                                                                | Amichevole                                                                 | -                                                                          | 63’                                                                        |
| 28-5-2008                                                                  | Londra                                                                     | Inghilterra                                                                | 2 – 0                                                                      | Stati Uniti                                                                | Amichevole                                                                 | -                                                                          | 57’                                                                        |
| 20-8-2008                                                                  | Londra                                                                     | Inghilterra                                                                | 2 – 2                                                                      | Rep. Ceca                                                                  | Amichevole                                                                 | 1                                                                          |                                                                            |
| 10-9-2008                                                                  | Zagabria                                                                   | Croazia                                                                    | 1 – 4                                                                      | Inghilterra                                                                | Qual. Mondiali 2010                                                        | -                                                                          |                                                                            |
| 11-10-2008                                                                 | Londra                                                                     | Inghilterra                                                                | 5 – 1                                                                      | Kazakistan                                                                 | Qual. Mondiali 2010                                                        | -                                                                          |                                                                            |
| 15-10-2008                                                                 | Minsk                                                                      | Bielorussia                                                                | 1 – 3                                                                      | Inghilterra                                                                | Qual. Mondiali 2010                                                        | -                                                                          |                                                                            |
| 14-11-2009                                                                 | Doha                                                                       | Brasile                                                                    | 1 – 0                                                                      | Inghilterra                                                                | Amichevole                                                                 | -                                                                          |                                                                            |
| 3-3-2010                                                                   | Londra                                                                     | Inghilterra                                                                | 3 – 1                                                                      | Egitto                                                                     | Amichevole                                                                 | -                                                                          |                                                                            |
| Totale                                                                     |                                                                            | Presenze                                                                   | 23                                                                         |                                                                            | Reti                                                                       | 1                                                                          |                                                                            |

## Palmarès

### Club

#### Competizioni nazionali
- Campionato inglese: 8

Manchester United: 1998-1999, 1999-2000, 2000-2001, 2002-2003, 2006-2007, 2007-2008, 2008-2009, 2010-2011
- Coppa d'Inghilterra: 2

Manchester United: 1998-1999, 2003-2004
- Community Shield: 4

Manchester United: 2003, 2007, 2008, 2010
- Coppa di Lega inglese: 3

Manchester United: 2005-2006, 2008-2009, 2009-2010

#### Competizioni internazionali
- UEFA Champions League: 2

Manchester United: 1998-1999, 2007-2008
- Coppa Intercontinentale: 1

Manchester United: 1999
- Coppa del mondo per club: 1

Manchester United: 2008